# トロイルス (小惑星)
トロイルス(1208 Troilus)は、直径103kmの大きな木星のトロヤ群の小惑星である。1931年12月31日にカール・ラインムートがハイデルベルクのケーニッヒシュトゥール天文台で発見した。当初は1931 YAという仮符号が付けられた。
アキレウスに殺害されたイリオスの王子トロイルスに因んで命名された。